# Темьянский
Темьянский — поселок в Заокском районе Тульской области в составе сельского поселения Страховское.

## География
Поселок расположен в северной части Тульской области у западной окраины посёлка Заокский, административного центра района.

## История
Отмечен был уже на карте конца 1930-х годов как «Совхоз».

## Население
Постоянное население составляло 51 человек (русские 96 %) в 2002 году, 69 в 2010.